# Nadine Schiff
Nadine Schiff (* in Toronto, Kanada) ist eine kanadische Filmproduzentin, Filmautorin, Autorin und Philanthropin.

## Leben
Nadine Schiff wurde in Toronto geboren. Sie hat ihren Magistergrad in klinischer Psychologie.
Schiff arbeitete als Vizepräsidentin von Stonebridge Entertainment. Sie war auch die Vizepräsidentin der Produktion von WeddingChannel.com.
Sie war Co-Drehbuchautorin und ausführende Produzentin des US-amerikanischen Films Made in America aus dem Jahr 1993 mit Marcia Brandwynne und Holly Goldberg Sloan. 1997 war sie die begleitende Produzentin von Red Corner – Labyrinth ohne Ausweg, 2001 Produzentin des Fernsehfilms The Wedding Dress und 2007 leitende Produzentin von Frühstück mit Scot.
Nadine Schiff war Berichterstatterin für Live! Magazine. Sie hat drei Bücher mitverfasst: Career Makeovers for the Working Woman, The Secret Language of Girlfriends und The Ultimate Organizer.
Sie ist mit Fred Rosen verheiratet. Beide leben in Bel Air.

## Philanthropie
Schiff ist Mitglied des Aufsichtsgremiums der United Friends of the Children und des Sundance Institutes. Als Maria Shriver die First Lady von Kalifornien war, hat Schiff mit Shriver die Minerva Awards eingeführt, die jetzt jedes Jahr bei der Women’s Conference stattfinden.